# Lisandro Rasio
Lisandro Rasio (Zárate, Buenos Aires, 30 de diciembre de 1990) es un baloncestista argentino que se desempeña como alero o ala pívot en San Giobbe Chiusi de la Serie B Nazionale de Italia.

## Trayectoria
Inicia su desarrollo como jugador en Independiente de Zárate, club de su ciudad, a los 4 años llevado al club por su hermano Francisco.
Llega a Sportivo Escobar y debuta con 17 años , llega a disputar 26 partidos en la Liga B promediando 10.5 puntos por partido, 4.6 rebotes por partido, 1.6 robos por partido con un 50% en dobles, 33.3% en triples y un 60.2% en tiros libres.
En 2008 llega a Ciudad de Bragado para disputar la Liga B después de un buen año con Sportivo Escobar, logra el ascenso al TNA. En 2009 disputa el TNA jugando un total de 37 partidos 9.2 puntos por partido, 5.6 rebotes por partido con un 55.6% en dobles, 22.2% en triples y un 72.1% en tiros libres.
En 2010 llega a Sionista para ocupar una plaza de juvenil, juega 2 partidos en la Liga de las Américas cerrando con 0 puntos y disputa 25 partidos por la Liga Nacional de Básquet con 2.2 puntos por partido y 1.8 rebotes por partido.
En 2011 llega a Unión Progresista para disputar el TNA y buscar el ascenso, sobrepasa las expectativas depositadas en él y es elegido Jugador Más Valioso de la temporada y logra el ascenso a la LNB.
En 2012 llega a Peñarol de Mar del Plata, equipo tricampeón, siendo pieza de recambio para un plantel con grandes figuras como Facundo Campazzo, Matías Ibarra, Selem Safar, Marcos Mata, Franco Giorgetti, Leo Gutiérrez y Martín Leiva.
En 2013 llega a Bahía Basket generando una gran expectativa y con elogios por parte de Juan Espil director deportivo de la organización "Es un interno muy potente, joven, que nos aportará actitud y energía debajo de los tableros. Apuntamos a su crecimiento, creemos mucho en sus condiciones".
En 2014, al inicio de la temporada 2014-15 y gracias a la gestión de la organización logra contactar con el campus de agentes libres de los Brooklyn Nets. Tras una buena temporada decide no continuar en la institución.
En 2015 llega a Ferro para ser un jugador de rol que fuera rueda de auxilio de los titulares, no obstante producto de los flojos desempeños de Amere May y demás logra ocupar integrar el quinteto titular sin que se vuelva a firmar con un alero.
En agosto de 2016 se confirma que Lisandro fichó por Defensor Sporting para disputar la Liga Sudamericana de Clubes 2016.
Tras dos meses en Uruguay, Lisandro vuelve a Argentina a pedido del entrenador de Atenas Gustavo Miravet para reforzar la plantilla.
En el descanso de la temporada 2016-17 disputó el Torneo Oficial de Zárate-Campana con CADU-ORO, y tras ese paso emigró a Chile, donde fichó con Leones de Quilpué. teniendo una gran temporada y alcanzando el campeonato de conferencia centro y disputando la final vs Las Animas perdiendo la final por un 4-1.  
En 2018 regresó a Argentina para jugar con Salta Basket la Liga Argentina, segunda división nacional ex TNA. Clasificando al Super 4 y posteriormente consiguiendo el trofeo al derrotar a Barrio Parque  en Concepción del Uruguay y consagrándose campeón y MVP del torneo.  
Luego sería elegido por 2.ª vez MVP de la categoría (1.er MVP obtenido en Unión Progresista luego de conseguir el ascenso a la Liga Nacional) 
Terminaría la temporada con un promedio de 18,5 pts - 12 rebotes y 2.3 asistencias consiguiendo una valoración de 25 en 32 minutos por partido.

## Estadísticas en su carrera

### Temporada regular
| Equipo                           | Año     | Div          | PJ  | PT | MPP  | %TC  | %3P  | %TL  | RPP  | APP  | ROB  | TPP  | PPP   |
| -------------------------------- | ------- | ------------ | --- | -- | ---- | ---- | ---- | ---- | ---- | ---- | ---- | ---- | ----- |
| Sportivo Escobar Argentina       | 2007-08 | Liga B       | 26  | ?  | ?    | ?    | ?    | ?    | 4.6  | ?    | 1.6  | ?    | 10.5  |
| Sportivo Escobar Argentina       | Total   | Total        | 26  | ?  | ?    | ?    | ?    | ?    | 4.6  | ?    | 1.6  | ?    | 10.5  |
| Club Ciudad de Bragado Argentina | 2008-09 | Liga B       | ?   | ?  | ?    | ?    | ?    | ?    | ?    | ?    | ?    | ?    | ?     |
| Club Ciudad de Bragado Argentina | 2009-10 | TNA          | 37  | ?  | ?    | ?    | ?    | ?    | 5.6  | ?    | ?    | ?    | 9.2   |
| Club Ciudad de Bragado Argentina | Total   | Total        | 37  | ?  | ?    | ?    | ?    | ?    | 5.6  | ?    | ?    | ?    | 9.2   |
| Sionista Argentina               | 2010-11 | LNB          | 25  | ?  | 7.8  | ?    | ?    | ?    | 1.8  | 0.2  | 0.5  | 0.1  | 2.2   |
| Sionista Argentina               | Total   | Total        | 25  | ?  | 7.8  | ?    | ?    | ?    | 1.8  | 0.2  | 0.5  | 0.1  | 2.2   |
| Club Unión Progresista Argentina | 2011-12 | TNA          | ?   | ?  | ?    | ?    | ?    | ?    | ?    | ?    | ?    | ?    | ?     |
| Club Unión Progresista Argentina | Total   | Total        | ?   | ?  | ?    | ?    | ?    | ?    | ?    | ?    | ?    | ?    | ?     |
| Peñarol Argentina                | 2012-13 | LNB          | 53  | 4  | 13.2 | .469 | .350 | .547 | 3.79 | 0.47 | 0.42 | 0.38 | 3.83  |
| Peñarol Argentina                | 2013    | Sudamericana | 9   | 1  | 13.2 | .387 | .000 | .714 | 3    | 0.11 | 0.67 | 0.67 | 3.22  |
| Peñarol Argentina                | Total   | Total        | 62  | 5  | 13.2 | .455 | .350 | .559 | 3.68 | 0.42 | 0.42 | 0.42 | 3.74  |
| Bahía Basket Argentina           | 2013-14 | LNB          | 44  | 32 | 29   | ?    | ?    | ?    | 8.68 | 1.2  | 0.84 | 0.30 | 15.16 |
| Bahía Basket Argentina           | 2014-15 | LNB          | 57  | 37 | 27   | ?    | ?    | ?    | 8.26 | 1    | 0.75 | 0.09 | 11.56 |
| Bahía Basket Argentina           | Total   | Total        | 101 | 69 | ?    | ?    | ?    | ?    | ?    | ?    | ?    | ?    | ?     |
| Ferro Argentina                  | 2015-16 | LNB          | 53  | 31 | 26.7 | .473 | .27  | .647 | 6.84 | 1.1  | 0.32 | 0.30 | 10.4  |
|                                  |         |              |     |    |      |      |      |      |      |      |      |      |       |